# Avrankou
Avrankou är en kommun i departementet Ouémé i Benin. Kommunen hade 128 050 invånare år 2013.